# Emiliano Zapata, Tamasopo
Emiliano Zapata är en ort i Mexiko.   Den ligger i kommunen Tamasopo och delstaten San Luis Potosí, i den centrala delen av landet, 250 km norr om huvudstaden Mexico City. Emiliano Zapata ligger 211 meter över havet och antalet invånare är 143.
Terrängen runt Emiliano Zapata är huvudsakligen kuperad. Emiliano Zapata ligger nere i en dal. Runt Emiliano Zapata är det ganska glesbefolkat, med 48 invånare per kvadratkilometer. Närmaste större samhälle är Tanute, 18,9 km öster om Emiliano Zapata. I omgivningarna runt Emiliano Zapata växer huvudsakligen savannskog.